# One Outs
One Outs (ワンナウツ Wannautsu?) es una serie de manga japonés de béisbol escrita por Shinobu Kaitani, originalmente serializada en la revista de manga seinen Business Jump desde 1998 a 2006. Tuvo un relanzamiento en la revista Business Jump del 1 de octubre de 2008. Se hizo una adaptación al anime realizado por la compañía Madhouse que comenzó su transmisión el 7 de octubre de 2008.

## Argumento
Los Lycaons son el equipo más débil de la liga "Paradice". Hiromichi Kojima, el bateador estrella de Los Lycaons, viaja a un campamento de entrenamiento en Okinawa para tratar de cambiar su mala racha y hacer un último intento de entrar al campeonato. En la búsqueda de un lanzador para las prácticas de Kojima, algunos jugadores se meten en problemas al participar en el juego "One Outs", donde un lanzador hace una apuesta contra un bateador y el ganador se lleva el dinero recaudado. Al día siguiente, Kojima llega para vengar a sus compañeros de equipo y se encuentra con Toua Tokuchi, quien derrota a Kojima con facilidad y lo hace dudar sobre su habilidad como jugador profesional. Más tarde, Tokuchi acepta una revancha porque Kojima subió la apuesta al apostar su carrera profesional si perdía, pero si ganaba tomaría el brazo derecho de Tokuchi para evitar que siga usando el béisbol para malos propósitos en sus juegos de apuestas. Esta vez, Tokuchi experimenta su primera pérdida cuando Kojima, inteligente mente, se hace golpear por la pelota y le dice a Kojima que rompa su brazo derecho con un bate, pero Kojima le dice que él nunca tuvo la intención de romperlo, más bien le pide a Tokuchi que se una a Los Lycaons para utilizar su capacidad única como pitcher (lanzador) y así llevarlos a ganar el campeonato. Luego de esto Tokuchi conoce a Saikawa, el propietario codicioso de Los Lycaons que sólo se preocupa por obtener alguna ganancia del equipo. Cuando Saikawa obtiene la ventaja en la negociación salarial de Tokuchi, este ofrece una propuesta inusual. Propone el "contrato One Outs", un pago basado en un desempeño ilegal en el cual gana 5,000,000 de yenes por cada out que consigue, pero pierde 50,000,000 de yenes por cada run (carrera) que le hagan.
Más tarde, en la temporada de béisbol, se revela que incluso el "contrato One Outs" fue hecho para el beneficio del equipo, ya que Saikawa no tenía planes para mantener a Los Lycaons y por eso establece un acuerdo para vender el equipo a la empresa Tronpos. Sabiendo esto, Tokuchi formó una alianza con Tronpos y proporcionó datos financieros sobre Saikawa a cambio de apoyo financiero para el equipo. Con estos datos, Tronpos se asegura de que sean capaces de comprar a Los Lycaons lo más barato posible mediante la difusión de rumores para disuadir a otras corporaciones de hacer una oferta. Por desgracia para Los Lycaons, Tronpos tampoco tiene planes de continuar con la formación actual y piensa reemplazar a todos los jugadores después de la compra del equipo. El presidente de la empresa Tronpos cometió un error al creer que Tokuchi los defendería y le dijo a Tokuchi su oferta prevista, a la que Tokuchi respondió con una contra-oferta de último minuto.
Para triplicar la oferta, Tokuchi se convierte en el nuevo propietario de Los Lycaons. Aunque hay fuertes discrepancias en el equipo debido a su dudosa naturaleza, Tokuchi implementa varios cambios, sobre todo los Tickets L. Hace que las entradas para ver los juegos del equipo tengan un 50% de recargo, pero con la promesa de un reembolso completo si Los Lycaons pierden el juego. Además, los espectadores pueden hacer hasta 5 votos a favor de los MVP en el billete, lo que influirá directamente en los nuevos salarios de los jugadores mediante el pago de 200 yenes por voto. Aunque Los Lycaons no están muy cómodos con los nuevos cambios, el equipo se da cuenta poco a poco que estos cambios son lo que el equipo necesita para llegar a ser lo suficientemente fuerte como para ganar el campeonato.

## Personajes

### Principales
Toua Tokuchi (渡久地 東亜 Toua Tokuchi?)
Seiyū: Masato Hagiwara
Toua es un jugador exitoso y un "pitcher" (lanzador) en el juego llamado "One Outs". Después de perder un juego de One Outs por primera vez en la historia, contra Kojima, se une a Los Lycaons con un contrato muy extraño, llamado "contrato One Outs", que decide la paga de Toua basado en su rendimiento como pitcher. Como el famoso lanzador estrella de Los Lycaons, el puede lanzar juegos completos sin renunciar a un solo golpe.
Hiromichi Kojima (児島 弘道 Kojima Hiromichi?)
Seiyū: Tsutomu Isobe
Kojima es el bateador titular para el equipo de béisbol profesional Saikyou Saitama Lycaons. Él es derrotado por Toua durante su estadía en el campo de entrenamiento después de desafiarlo para vengar a su lanzador de relevo, Nakane. Después de su derrota, se adentra en el bosque para entrenarse mentalmente a fin de ganarle a Toua, pero cuando terminó de entrenar se lesionó la muñeca. Incluso con la lesión, decide desafiar a Toua para una revancha con la apuesta de que si gana, él tomaría la muñeca derecha de Toua. Con el juego de One Outs terminando con una decisión de vida o muerte, Kojima resuelve que no podía perder, entonces se mete en el camino de la pelota y hace que el lanzamiento de Toua cuente como "deadball" (bola muerta). Él gana el partido debido a esto, aunque no como él quería. Toua admite la derrota y Kojima le pide a Toua que se una a los Lycaons, con el fin de usar el brazo derecho de Toua como pitcher e incapacitándolo para que nunca más juegue al One Outs.
Satoshi Ideguchi (出口 智志 Ideguchi Satoshi?)
Seiyū: Kappei Yamaguchi
Él es el catcher (receptor) de Los Lycaons y es el primero en notar el talento de Tokuchi al recibir los lanzamientos de aspecto sencillo de Tokuchi. Aparte de Kojima, Ideguchi es el otro miembro clave de Los Lycaons y se muestra como la voz de la razón en los conflictos que surgen. Debido a la confianza de Ideguchi en Tokuchi, Tokuchi también confía lo suficiente en Ideguchi como para incluirlo en sus planes. Juntos, desmantelan los trucos de los equipos contrarios.
Tsuneo Saikawa (彩川 恒雄 Saikawa Tsuneo?)
Seiyū: Kenji Utsumi
El propietario del equipo Saikyou Saitama Lycaons. Él está más interesado en ganar dinero que conseguir victorias para Los Lycaons. Él forma el "contrato One Outs" con Toua Tokuchi con el fin de evitar que éste gane un salario, y para aumentar el valor de venta de Los Lycaons aumentando su rentabilidad.

### Secundarios
Yuuzaburou Mihara (三原 雄三郎 Mihara Yuuzaburou?)
El mánager del equipo de Saikyou Saitama Lycaons; obedece obedientemente todas las órdenes que le da el dueño del equipo hasta el episodio 15 del anime. En el episodio 15 se lo asemeja a un perro por su inquebrantable obediencia al dueño. Mihara realmente desea que el equipo tenga éxito y comienza a oponerse al propietario cuando Los Lycaons empiezan a ganar sus juegos gracias a Tokuchi.
Jun'ichi Kawanaka (河中 純一 Kawanaka Jun'ichi?)
Seiyū: Takuma Terashima
El pitcher de abertura del equipo de "The Fingers" y el "Novato del Año" del año anterior. También se da cuenta de lo terrible que es Toua cuando lanza, e insta al equipo para tratar de tener éxito, pero el resultado sigue siendo el mismo y su equipo pierde el partido. Es nombrado por Takami de "The Mariners" por ser el lanzador más fuerte de la liga.
Dennis Johnson
Un extranjero que fue descubierto por el entrenador Shiroka de los Bugaboos durante un evento de atletismo en una carrera de 100 m A pesar de que terminó último en la carrera, fue capaz de llevar la delantera los primeros 30m. El entrenador Shiroka explicó que dado que la distancia entre las bases son de unos 27m, Johnson es el hombre más rápido del mundo del béisbol. Johnson también es conocido por su habilidad para dar "toques" a la bola, y luce un tatuaje intimidante alrededor de su ojo derecho.
Itsuki Takami (高見 樹 Takami Itsuki?)
Seiyū: Masaya Matsukaze
Uno de los bateadores titulares del equipo "The Chiba Mariners", que es conocido por ser un prodigio en el béisbol y sus ojos tienen la mejor visión de la bola en movimiento en el mundo del béisbol. Él es el mejor bateador de la liga entera.
The Chiba Mariners
El equipo más fuerte en Japón durante los últimos 3 años. Este equipo va en contra de Los Lycaons con 3 juegos consecutivos, con su equipo de titulares más fuerte que comprende a Takami Itsuki, Thomas y Brooklyn.

## Multimedia
Opening"Bury" de Pay money To my Pain
Ending"Moment" de Tribal Chair